# アレクサンドル・スクボルソフ
アレクサンドル・スクボルソフ（Aleksandr Aleksandrovich Skvortsov、ロシア語:Aлександр Aлександрович Скворцов、1966年5月6日-）は、モスクワ州シチョルコヴォ出身のロシアの宇宙飛行士である。国際宇宙ステーションへの長期滞在を含む1度の宇宙飛行を経験した。彼は2010年4月にソユーズTMA-18で打ち上げられて第23次長期滞在の乗組員となり、6月に第24次長期滞在が始まると9月まで船長を務めた。彼は176日間を宇宙で過ごした。

## 家族
スクボルソフはエレーナ・ゲオルゲヴナ・スクボルソワ(旧姓: クラスニコワ)と結婚し、1990年には1人娘アナ・アレクサンドロヴナ・スクボルソワを儲けた。同名の父のアレクサンドル・アレクサンドロヴィチ・スクボルソフは1942年生まれ、母のニーナ・イヴァノヴナ・スクボルソワは1938年生まれである。趣味はダイビング、サッカー、バドミントン、釣り、狩り、旅行等である。潜水とパラモータリングのインストラクターの資格も持っている。

## 教育
スクボルソフはスタヴロポリ飛行士・航法士高等軍事航空学校を1987年に卒業し、1997年にMilitary Red Banner Air Defense Academyを卒業した。現在彼は、Russian Academy of Civil Serviceで法学を学んでいる。

## 受賞
スクボルソフは70以上のソ連空軍及びロシア空軍のメダルを受賞している。

## 経験
スクボルソフはパイロットとしてL-39、MiG-23、Su-27の操縦経験がある。1000時間以上の飛行時間を記録し、クラス1のパイロットである。

## 宇宙飛行士としての経験

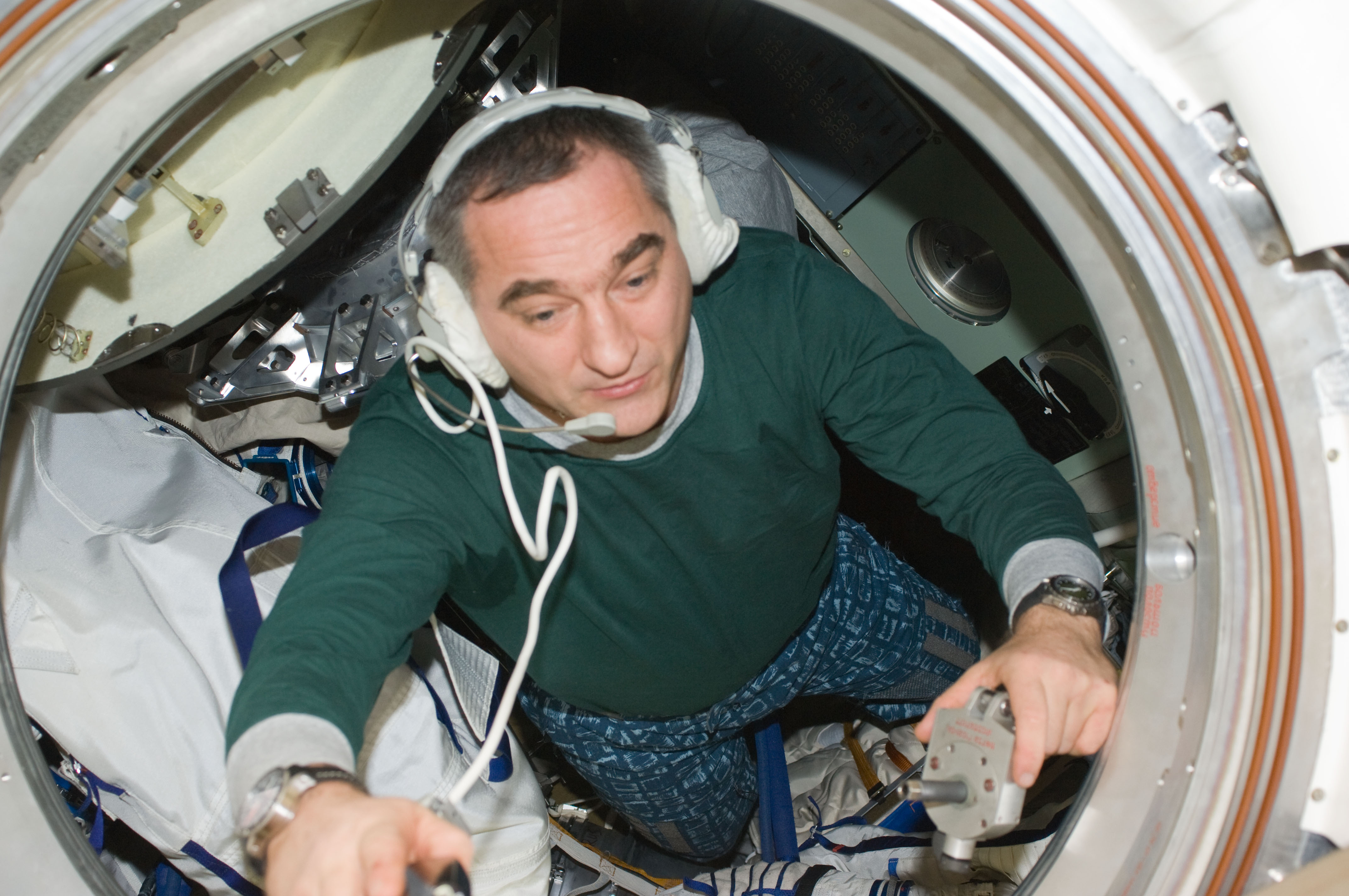
ソユーズTMA-18のISSからの離脱の最終点検をするスクボルソフ

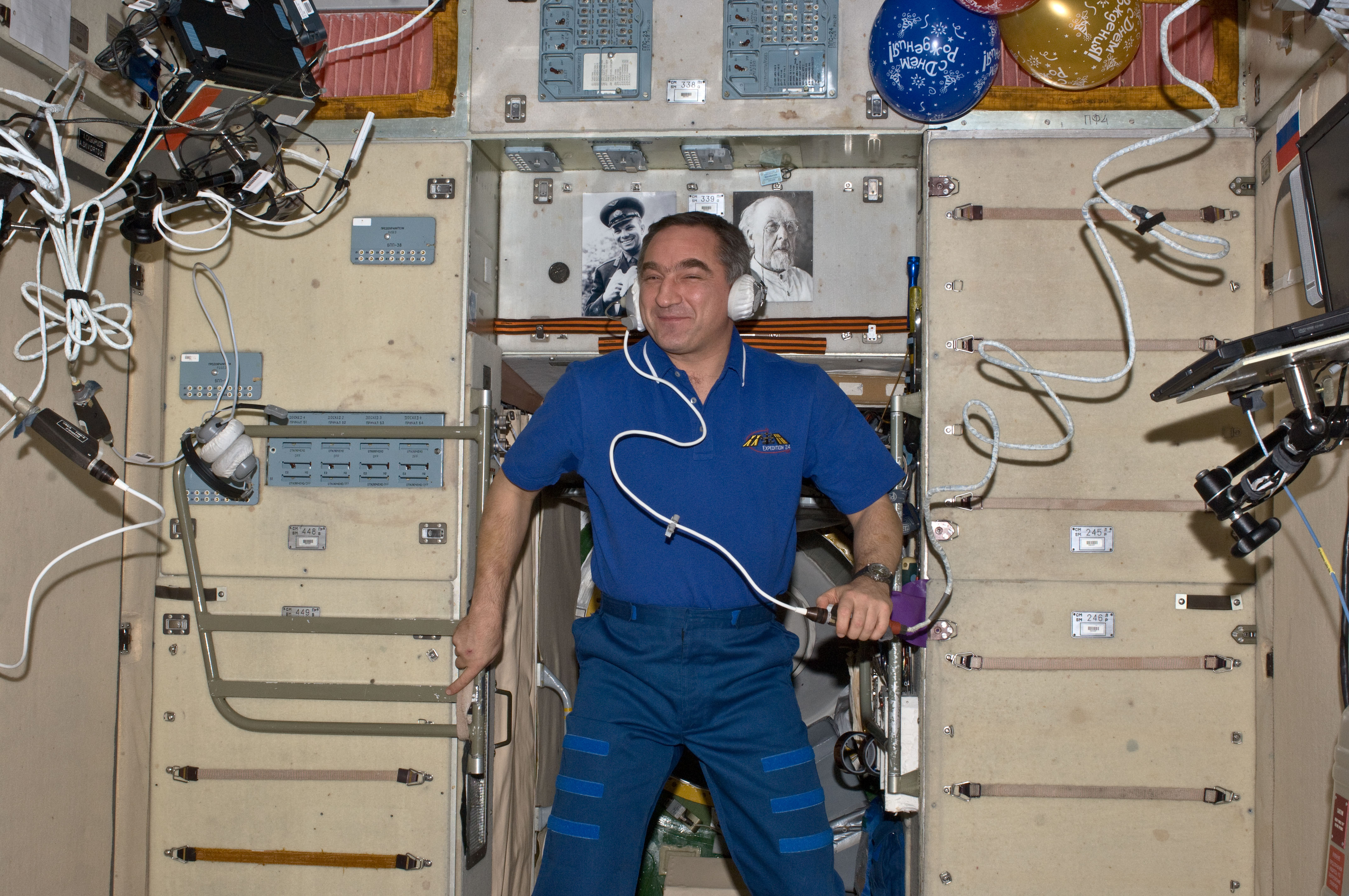
ズヴェズダモジュール内のスクボルソフ

スクボルソフは1998年1月から1999年11月まで基礎的な訓練を受け、1999年11月に試験宇宙飛行士としての資格を得た。2000年1月からは、国際宇宙ステーション滞在員としての訓練を始めた。2008年3月、スクボルソフは第21次長期滞在/第22次長期滞在のバックアップのフライトエンジニアに選ばれた。

### 第23次/24次長期滞在
第23次長期滞在では、スクボルソフは国際宇宙ステーションのフライトエンジニアを務めた。彼は2010年4月2日にカザフスタンのバイコヌール宇宙基地から打ち上げられ、ソユーズTMA-18で同僚のミハイル・コルニエンコ及びアメリカ航空宇宙局のトレイシー・コールドウェルとともにISSを訪れた。彼は2010年5月6日に、44回目の誕生日をISSの機上で迎えた。
第24次長期滞在では、スクボルソフは船長を務めた。伝統的な船長交代式の儀式が2010年5月31日に行われ、第23次長期滞在の船長のオレッグ・コトフから職務が引き継がれた。
第24次長期滞在が終わると、スクボルソフとコルニエンコ、コールドウェルは2010年9月24日22時2分(EDT)にソユーズTMA-18で軌道を離れ、9月25日5時23分(GMT)にカザフスタンのアルカルイクに着陸した。